# Citroën U23
El Citroën U23, o tipo 23, fue un camión ligero (2 toneladas) presentado por Citroën en 1935. Aunque el capó del motor y la carrocería delantera parecían similares a los del Citroën U23 Traction Avant, el U23 tenía un diseño convencional de tracción trasera.  
El vehículo fue utilizado por el ejército francés durante la Segunda Guerra Mundial, a partir de julio de 1940 vehículos recién construidos también por la Wehrmacht alemana.
La producción duró hasta 1969 y se produjeron aproximadamente un millón.